# Johannes Bernardus Theodorus Hugenholtz (1859-1922)

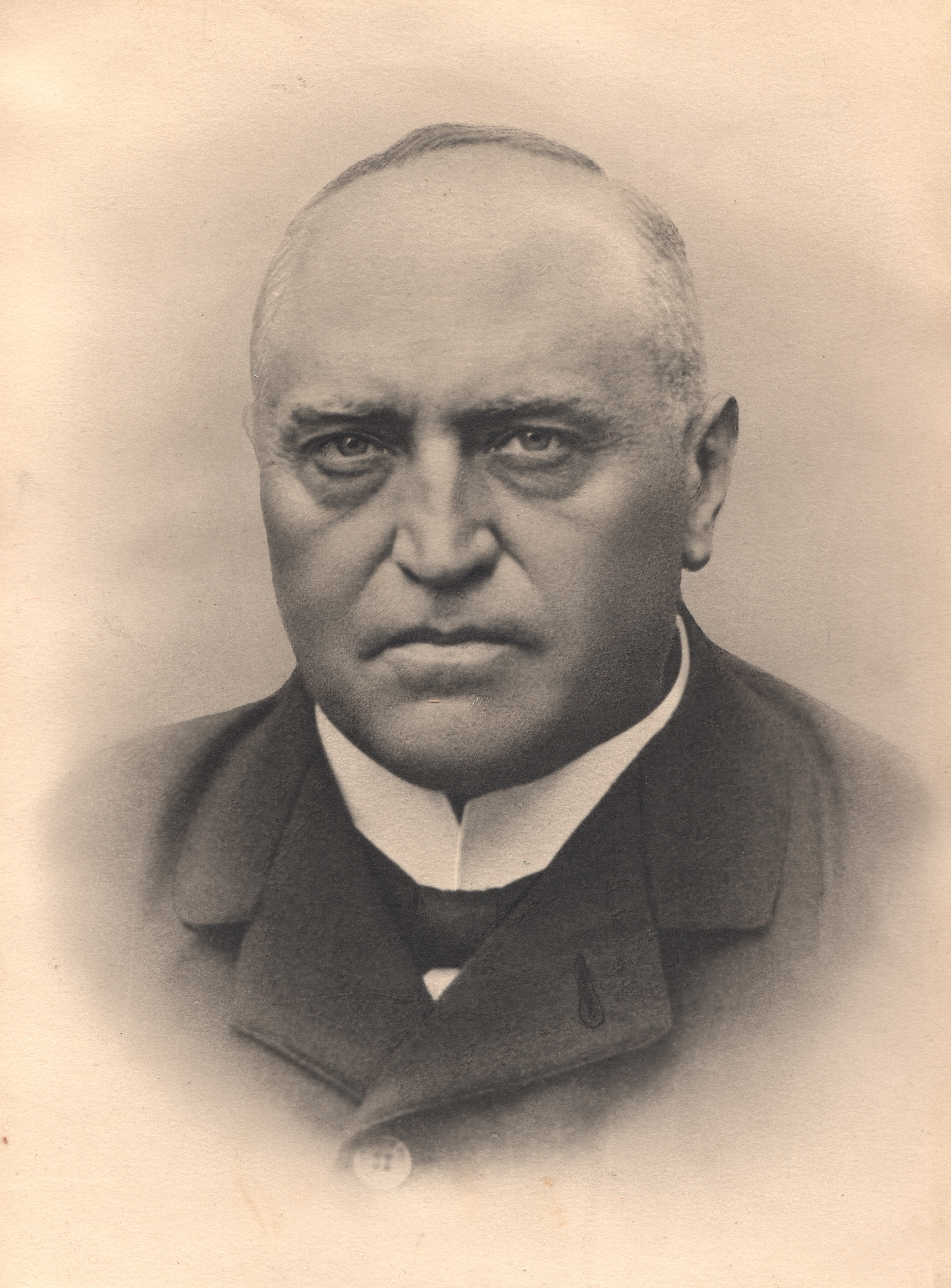
Johannes Hugenholtz

Johannes Bernardus Theodorus Hugenholtz (Kampen, 1859 - 1922) was een Nederlandse predikant en activist. Hij was de zoon van dominee G.W.K. Hugenholtz en Euphemia Cramer.
Johannes Hugenholtz werd in het Duitse Neuenhaus opgevoed door zijn opa, dominee J.B.Th. Hugenholtz (1796-1871). Na een korte tijd de HBS in Almelo te hebben bezocht ging hij naar het gymnasium in Zetten. In 1878 begon hij aan een studie theologie. Op 23 juni 1887 huwde hij in Hilversum Hermina Ottolina Maria Sophie Geesink (1888-1973). Zijn schoonvader Geesink was als drukker van nabij betrokken bij de oprichting van het Algemeen Nederlandsch Werklieden-Verbond. De oudste van hun zes kinderen was Han Hugenholtz.
Hij schreef boeken over onderwerpen als vivisectie, dierenbescherming en de bijbel. Vertalingen maakte hij onder andere van een voordracht over kuisheid van prof. Graham. Hij vertaalde ook nog een 1300 pagina's tellend werk over het nieuwe testament. Hij was een groot voorvechter voor de vereniging tot bescherming van dieren. In 1890 hoorde hij met de dominees S.F.W. Roorda Van Eysinga en B. Versluys tot de oprichters van de Nederlandse Bond tot Bestrijding van de Vivisectie. Bij de NBBV was hij voorzitter. Hij hield lezingen over dit onderwerp en sprak bij de Vredesdemonstratie.
Ook was hij nog voorzitter van de school met de bijbel in Axel. Als dominee had hij aan het eind van zijn leven regelmatig onenigheid met het kerkbestuur. Hij overleed aan een hartziekte en werd begraven in Axel.